# SkyTrain de Bangkok
Pour les articles homonymes, voir BTS.
Le SkyTrain de Bangkok (officiellement dénommé Bangkok Mass Transit System (BTS)) est un métro composé de deux lignes aériennes : la ligne Sukhumvit et la ligne Silom. Elles sont opérationnelles depuis décembre 1999, après un léger retard dû à la crise asiatique de 1997). La population l'appelle communément รถไฟฟ้า (rot faï fa, rot = véhicule/transport, faï = électricité, fa = ciel) ou  BTS บีทีเอส.
Ne pas confondre avec le métro de Bangkok, appelé aussi MRT, un métro souterrain inauguré en 2004.

## Histoire
Le chantier aura duré 7 ans. Près de 10 000 ouvriers et employés de l'entrepreneur géant Itathaï ont travaillé sur le chantier. Le Skytrain devait à l'origine utiliser la technologie du moteur à induction linéaire mais le pouvoir intervint pour que soit utiliser une technologie plus classique : ce sont donc les allemands de Siemens qui se sont chargés de la partie électromécanique et qui ont fourni les 35 trains de trois wagons circulant sur le réseau.
Le budget de ce chantier était initialement estimé à 20 milliards de baths ; il s'élève à la fin des travaux à 55 milliards de baths.

## Réseau
| Ligne     | Logo | Ouverture | Dernière extension | Longueur | Station | Type         |
| --------- | ---- | --------- | ------------------ | -------- | ------- | ------------ |
| Sukhumvit |      | 1999      | 2020               | 54,25 km | 47      | Métro        |
| Silom     |      | 1999      | 2021               | 14,67 km | 14      | Métro        |
| Gold      |      | 2020      | -                  | 1,72 km  | 3       | People Mover |

Les lignes empruntent les grands axes routiers de la capitale (sauf la Gold line), sur un parcours total actuel de 54,6 km et 47stations dont deux de correspondance. Trois stations sont inter connectées depuis juillet 2004 avec le réseau souterrain Ligne Bleue (Métro de Bangkok). 35 rames de quatre voitures à propulsion électrique se succèdent environ toutes les 5 à 8 minutes. 4 trains pour la gold line assurent le service sur les 1,6 km de la ligne. Le SkyTrain de Bangkok fonctionne de 6 heures à minuit tous les jours.
Le Skytrain est dorénavant relié à l'Aéroport international de Bangkok (Suvarnabhumi) via l'Airport Link qui dépose les voyages pour la City Line à la Station Paya Thaï et pour l'Express Line à Makhasan ou Phaya Thaï.
La tarification se fait à la distance. Des cartes magnétiques sont obtenues dans des distributeurs automatiques, elles sont récupérées lors du passage en sortie pour être réutilisées. Il existe des abonnements (Rabbit Card, c’est-à-dire la carte lapin) et des cartes pass pour 1 jour, 3 jours ou une semaine. Ces cartes servent aussi de support publicitaire.
Depuis 2012, BTSC commence à équiper certaines stations de portes palières. De plus, toutes les nouvelles stations, notamment celles de l'extension de la ligne Sukhumvit vers Khu Khot, en sont dotées.
Les lignes Silom et Sukhumvit sont équipées d'un système de signalisation CBTC, Cityflo 450, fourni par Bombardier (aujourd'hui Alstom).
Tout le réseau est entièrement climatisé.

## Ligne Sukhumvit
A l'origine, en 1999, la ligne de Sukhumvit va de Mo Chit (N8) à On Nut (E9) et elle est longue de 17 km.
De nombreux banlieusards en provenance du nord choisissent alors de laisser leur voiture dans l'immense parking proche de Mochit, la gare routière, car le Skytrain est beaucoup plus rapide que la voiture prise dans les embouteillages : ils peuvent ainsi gagner jusqu'à plus de deux heures dans la journée...
La ligne de Sukhumvit est ensuite prolongée vers le sud jusqu'à Bearing (E14). En 2018, la ligne est prolongée vers Samut Prakarn et se dote de 9 nouvelles stations. Son nouveau terminus est la station Keha (E23).
Entre 2018 et 2020, la ligne est progressivement prolongée a l'extremité nord, au delà de Mo Chit. À partir de 2020, la province de Pathum Thani est desservie et le nouveau terminus est donc Khu Khot (N24).

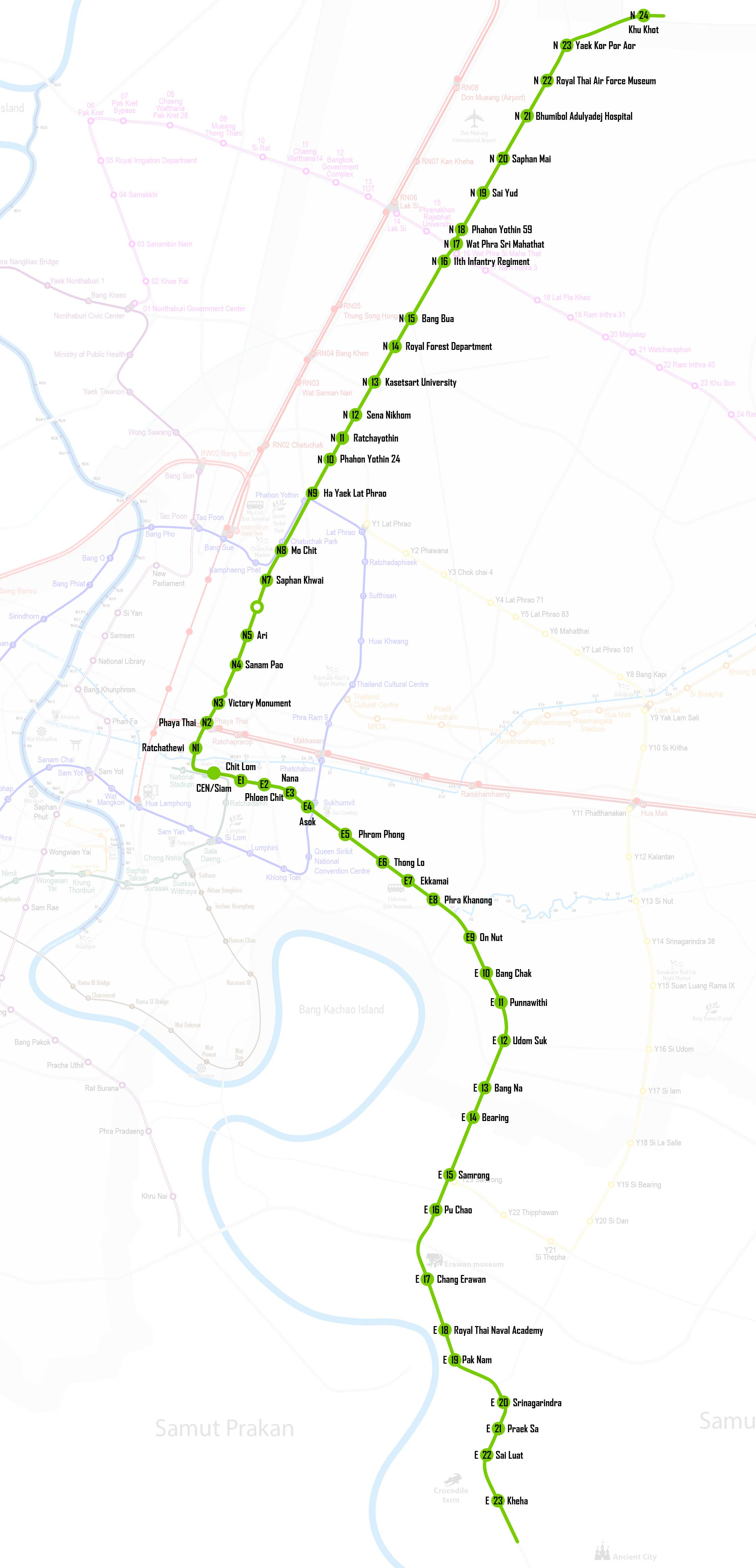
Plan de la ligne Sukhumvit

| Code | Station Nom en anglais      | Station Nom en thaï   | Correspondance / Note                                                             | Ville et quartier        | Ville et quartier    |
| ---- | --------------------------- | --------------------- | --------------------------------------------------------------------------------- | ------------------------ | -------------------- |
|      |                             |                       |                                                                                   |                          |                      |
|      | Khu Khot                    | คูคต                   |                                                                                   | Province de Pathum Thani | Lam Luk Ka           |
|      | Yaek Kor Por Aor            | แยกคปอ                |                                                                                   | Bangkok                  | Don Mueang           |
|      | Royal Thai Air Force Museum | พิพิธภัณฑ์กองทัพอากาศ      |                                                                                   | Bangkok                  | Don Mueang           |
|      | Bhumibol Adulyadej Hospital | โรงพยาบาลภูมิพล-อดุลยเดช |                                                                                   | Bangkok                  | Don Mueang           |
|      | Saphan Mai                  | สะพานใหม่              |                                                                                   | Bangkok                  | Bang Khen            |
|      | Sai Yud                     | สายหยุด                |                                                                                   | Bangkok                  | Bang Khen            |
|      | Phahon Yothin 59            | พหลโยธิน 59            |                                                                                   | Bangkok                  | Bang Khen            |
|      | Wat Phra Si Mahathat        | วัดพระศรีมหาธาตุ         | correspondance avec le métro de Bangkok : ligne Rose station Wat Phra Si Mahathat | Bangkok                  | Bang Khen            |
|      | 11th Infantry Regiment      | กรมทหารราบที่ 11        |                                                                                   | Bangkok                  | Bang Khen            |
|      | Bang Bua                    | บางบัว                 |                                                                                   | Bangkok                  | Chatuchak            |
|      | Royal Forest Department     | กรมป่าไม้               |                                                                                   | Bangkok                  | Chatuchak            |
|      | Kasetsart University        | มหาวิทยาลัยเกษตรศาสตร์   |                                                                                   | Bangkok                  | Chatuchak            |
|      | Sena Nikhom                 | เสนานิคม               |                                                                                   | Bangkok                  | Chatuchak            |
|      | Ratchayothin                | รัชโยธิน                |                                                                                   | Bangkok                  | Chatuchak            |
|      | Phahon Yothin 24            | พหลโยธิน 24            |                                                                                   | Bangkok                  | Chatuchak            |
|      | Ha Yaek Lat Phrao           | ห้าแยกลาดพร้าว          | correspondance avec le métro de Bangkok : ligne Bleue station Phahon Yothin       | Bangkok                  | Chatuchak            |
|      | Mo Chit                     | หมอชิต                 | correspondance avec le métro de Bangkok : ligne Bleue station Chatuchak           | Bangkok                  | Chatuchak            |
|      | Saphan Khwai                | สะพานควาย             |                                                                                   | Bangkok                  | Phaya Thai           |
|      | Sena Ruam                   |                       | Station non existante, construction prevue ulterieurement                         | Bangkok                  | Phaya Thai           |
|      | Ari                         | อารีย์                  |                                                                                   | Bangkok                  | Phaya Thai           |
|      | Sanam Pao                   | สนามเป้า               |                                                                                   | Bangkok                  | Phaya Thai           |
|      | Victory Monument            | อนุสาวรีย์ชัยสมรภูมิ        |                                                                                   | Bangkok                  | Ratchathewi          |
|      | Phaya Thai                  | พญาไท                 | correspondance avec l'Airport Rail Link                                           | Bangkok                  | Ratchathewi          |
|      | Ratchathewi                 | ราชเทวี                |                                                                                   | Bangkok                  | Ratchathewi          |
|      | Siam                        | สยาม                  | correspondance avec la ligne Silom                                                | Bangkok                  | Pathum Wan           |
|      | Chit Lom                    | ชิดลม                  |                                                                                   | Bangkok                  | Pathum Wan           |
|      | Phloen Chit                 | เพลินจิต                |                                                                                   | Bangkok                  | Pathum Wan           |
|      | Nana                        | นานา                  |                                                                                   | Bangkok                  | Watthana Khlong Toei |
|      | Asok                        | อโศก                  | correspondance avec le métro de Bangkok : ligne Bleue station Sukhumvit           | Bangkok                  | Watthana Khlong Toei |
|      | Phrom Phong                 | พร้อมพงษ์               |                                                                                   | Bangkok                  | Watthana Khlong Toei |
|      | Thong Lo                    | ทองหล่อ                |                                                                                   | Bangkok                  | Watthana Khlong Toei |
|      | Ekkamai                     | เอกมัย                 |                                                                                   | Bangkok                  | Watthana Khlong Toei |
|      | Phra Khanong                | พระโขนง               |                                                                                   | Bangkok                  | Watthana Khlong Toei |
|      | On Nut                      | อ่อนนุช                 |                                                                                   | Bangkok                  | Watthana Khlong Toei |
|      | Bang Chak                   | บางจาก                |                                                                                   | Bangkok                  | Phra Khanong         |
|      | Punnawithi                  | ปุณณวิถี                 |                                                                                   | Bangkok                  | Phra Khanong         |
|      | Udom Suk                    | อุดมสุข                 |                                                                                   | Bangkok                  | Bang Na              |
|      | Bang Na                     | บางนา                 |                                                                                   | Bangkok                  | Bang Na              |
|      | Bearing                     | แบริ่ง                  |                                                                                   | Bangkok                  | Bang Na              |
|      | Samrong                     | สำโรง                 | correspondance avec le metro de Bangkok, ligne jaune                              | Province de Samut Prakan | Samut Prakan         |
|      | Pu Chao                     | ปู่เจ้า                  |                                                                                   | Province de Samut Prakan | Samut Prakan         |
|      | Chang Erawan                | ช้างเอราวัณ             |                                                                                   | Province de Samut Prakan | Samut Prakan         |
|      | Royal Thai Naval Academy    | โรงเรียนนายเรือ         |                                                                                   | Province de Samut Prakan | Samut Prakan         |
|      | Pak Nam                     | ปากน้ำ                 |                                                                                   | Province de Samut Prakan | Samut Prakan         |
|      | Srinagarindra               | ศรีนครินทร์              |                                                                                   | Province de Samut Prakan | Samut Prakan         |
|      | Phraek Sa                   | แพรกษา                |                                                                                   | Province de Samut Prakan | Samut Prakan         |
|      | Sai Luat                    | สายลวด                |                                                                                   | Province de Samut Prakan | Samut Prakan         |
|      | Kheha                       | เคหะฯ                 |                                                                                   | Province de Samut Prakan | Samut Prakan         |
|      |                             |                       |                                                                                   |                          |                      |

## Ligne Silom
À l'origine, en 1999, la ligne de Silom va de National Stadium (W1) au pont de Santhorn (Saphan Taksin) (S6). Elle est ensuite prolongée en 2009 vers l'ouest afin de franchir le fleuve Chao Phraya pour desservir Thonburi et elle va jusqu'à Bang Wa (S12).

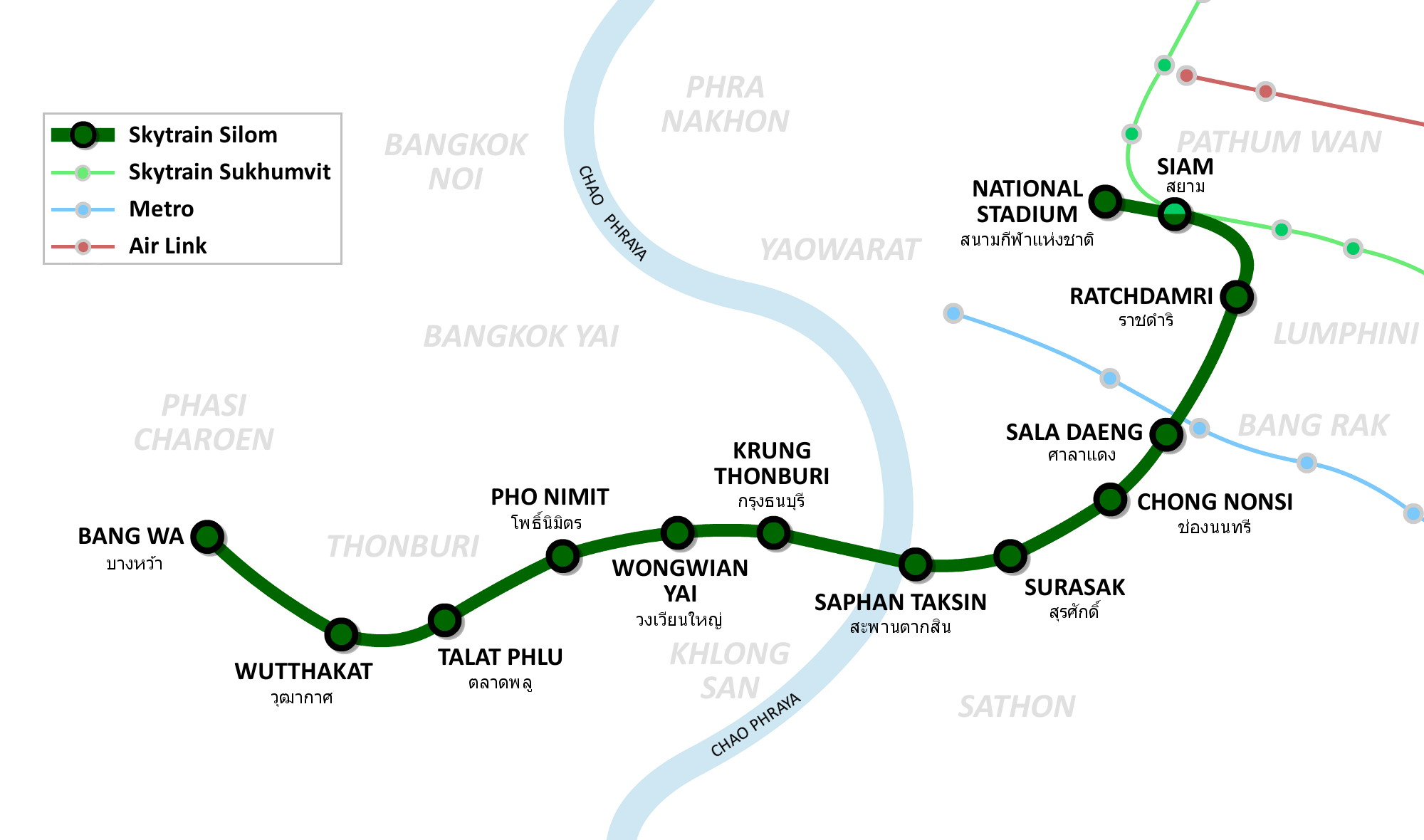
Plan de la ligne Silom

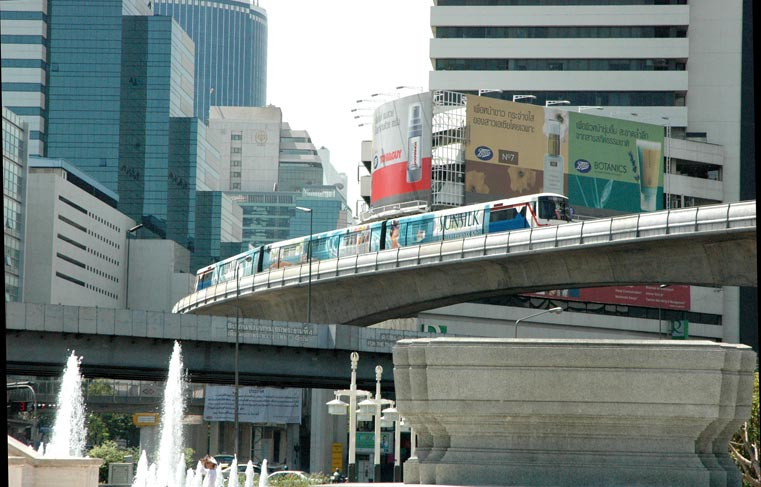
Rame du SkyTrain à l'approche de la station Sala Daeng

| Code | Station Nom en anglais | Station Nom en thaï | Correspondance / Note                                                                             | Ville et quartier | Ville et quartier       |
| ---- | ---------------------- | ------------------- | ------------------------------------------------------------------------------------------------- | ----------------- | ----------------------- |
|      | National Stadium       | สนามกีฬาแห่งชาติ       | dessert le stade Suphachalasai                                                                    | Bangkok           | Pathum Wan              |
|      | Siam                   | สยาม                | correspondance avec la ligne Sukhumvit                                                            | Bangkok           | Pathum Wan              |
|      | Ratchadamri            | ราชดำริ              |                                                                                                   | Bangkok           | Lumphini                |
|      | Sala Daeng             | ศาลาแดง             | correspondance avec le métro de Bangkok : ligne Bleue station Silom                               | Bangkok           | Bang Rak                |
|      | Chong Nonsi            | ช่องนนทรี             |                                                                                                   | Bangkok           | Bang Rak                |
|      | Saint Louis            | เซนต์หลุยส์            |                                                                                                   | Bangkok           | Bang Rak et Sathon      |
|      | Surasak                | สุรศักดิ์               |                                                                                                   | Bangkok           | Bang Rak et Sathon      |
|      | Saphan Taksin          | สะพานตากสิน          | La station ne dispose que d'une seule plateforme, prenant en charge les deux sens de circulation. | Bangkok           | Bang Rak et Sathon      |
|      | Krung Thon Buri        | กรุงธนบุรี             | Correspondance avec la ligne Gold                                                                 | Bangkok           | Khlong San              |
|      | Wongwian Yai           | วงเวียนใหญ่           |                                                                                                   | Bangkok           | Khlong San              |
|      | Pho Nimit              | โพธิ์นิมิตร             |                                                                                                   | Bangkok           | Thon Buri               |
|      | Talat Phlu             | ตลาดพลู              |                                                                                                   | Bangkok           | Thon Buri               |
|      | Wutthakat              | วุฒากาศ              |                                                                                                   | Bangkok           | Thon Buri et Chom Thong |
|      | Bang Wa                | บางหว้า              |                                                                                                   | Bangkok           | Phasi Charoen           |

## Ligne Or (Gold Line)
| Code | Station Nom en anglais | Station Nom en thaï | Correspondance / Note              | Ville et quartier | Ville et quartier |
| ---- | ---------------------- | ------------------- | ---------------------------------- | ----------------- | ----------------- |
|      |                        |                     |                                    |                   |                   |
|      | Krung Thon Buri        | กรุงธนบุรี             | Correspondance avec la ligne Silom | Bangkok           | Khlong San        |
|      | Charoen Nakhon         | เจริญนคร             | Centre commercial ICONSIAM         | Bangkok           | Khlong San        |
|      | Khlong San             | คลองสาน             |                                    | Bangkok           | Khlong San        |

## Matériel roulant
Les lignes Silom et Sukhumvit se partagent actuellement une flotte de 98 trains de 4 voitures chacun.
Il y a actuellement 5 générations de trains circulant sur le réseau, exception faite de la Gold Line.
Cette dernière, utilisant la technologie APM, dispose de ses propres trains.
| Nom             | Constructeur      | Mise en service | Nombre de rame | Nombre de voiture par rame | Roulement | Conduite    | Lignes | Photo |
| --------------- | ----------------- | --------------- | -------------- | -------------------------- | --------- | ----------- | ------ | ----- |
| EMU-A1          | Siemens           | 1999            | 35             | 4                          | Fer       | Conducteur  |        |       |
| EMU-B1          | CNR               | 2010            | 12             | 4                          | Fer       | Conducteur  |        |       |
| EMU-B2          | CNR               | 2013            | 5              | 4                          | Fer       | Conducteur  |        |       |
| EMU-A2          | Siemens Bozankaya | 2018            | 22             | 4                          | Fer       | Conducteur  |        |       |
| EMU-B3          | CRRC              | 2018            | 24             | 4                          | Fer       | Conducteur  |        |       |
| Innovia APM 300 | Bombardier        | 2020            | 3              | 2                          | Pneu      | Automatique |        |       |

### Trains Siemens

#### EMU-A1

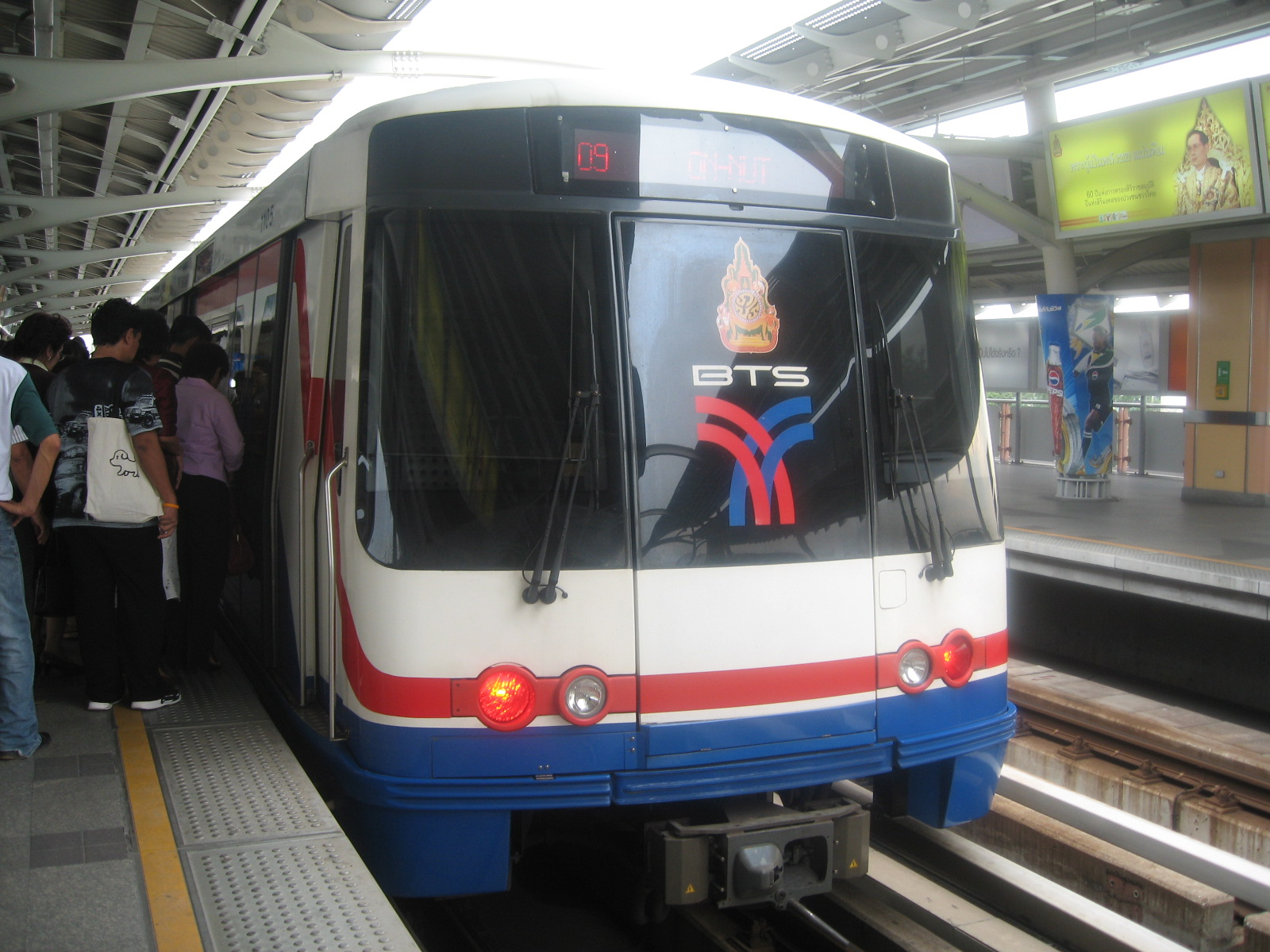
Rame Siemens EMU-A1

Les trains EMU-A1, mis en service a l'ouverture du réseau en 1999, sont au nombre de 35.
Ces trains disposaient à l'origine de 3 voitures. Afin d'améliorer la capacité, BTSC commande à Siemens 35 voitures en octobre 2010, permettant ainsi d'en faire des trains de 4 voitures.

#### EMU-A2
En mai 2016, BTSC commande 22 nouveaux trains à un consortium composé de Siemens et Bozankaya, un constructeur turc de matériel roulant.
Ces trains sont fabriqués par Bozankaya, à Ankara en Turquie. Siemens a fourni les bogies, les systèmes de traction, freinage et les équipements auxiliaires. Siemens est également responsable du projet et assurera la maintenance de ces rames pendant une durée de 10 ans.

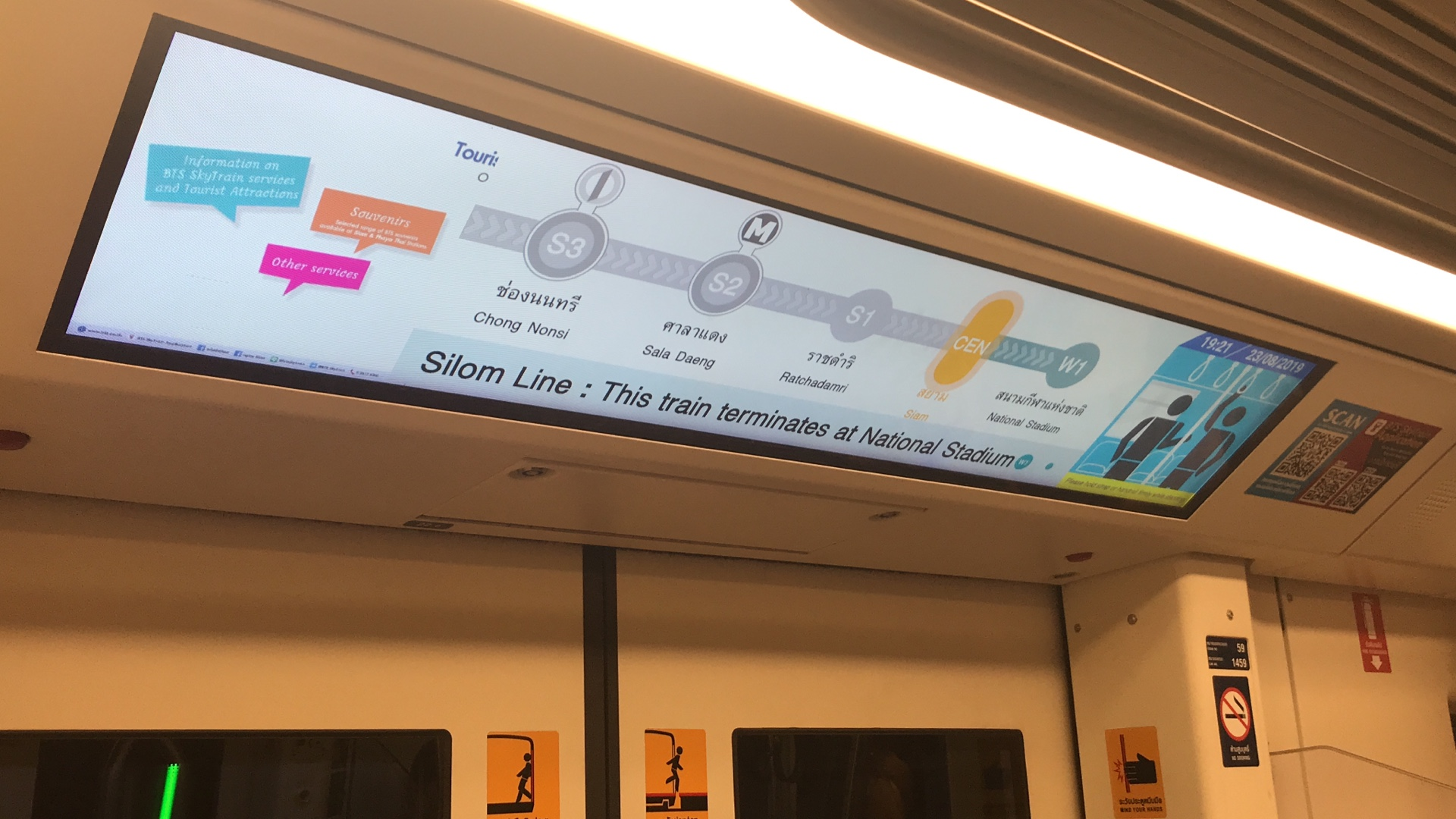
Afficheur LCD d'informations aux passagers sur une rame EMU-A2

Les trains sont réceptionnés à partir d'août 2018. Ils disposent d'écrans LCD d'informations aux passagers (prochaine station, sens d'ouverture des portes).

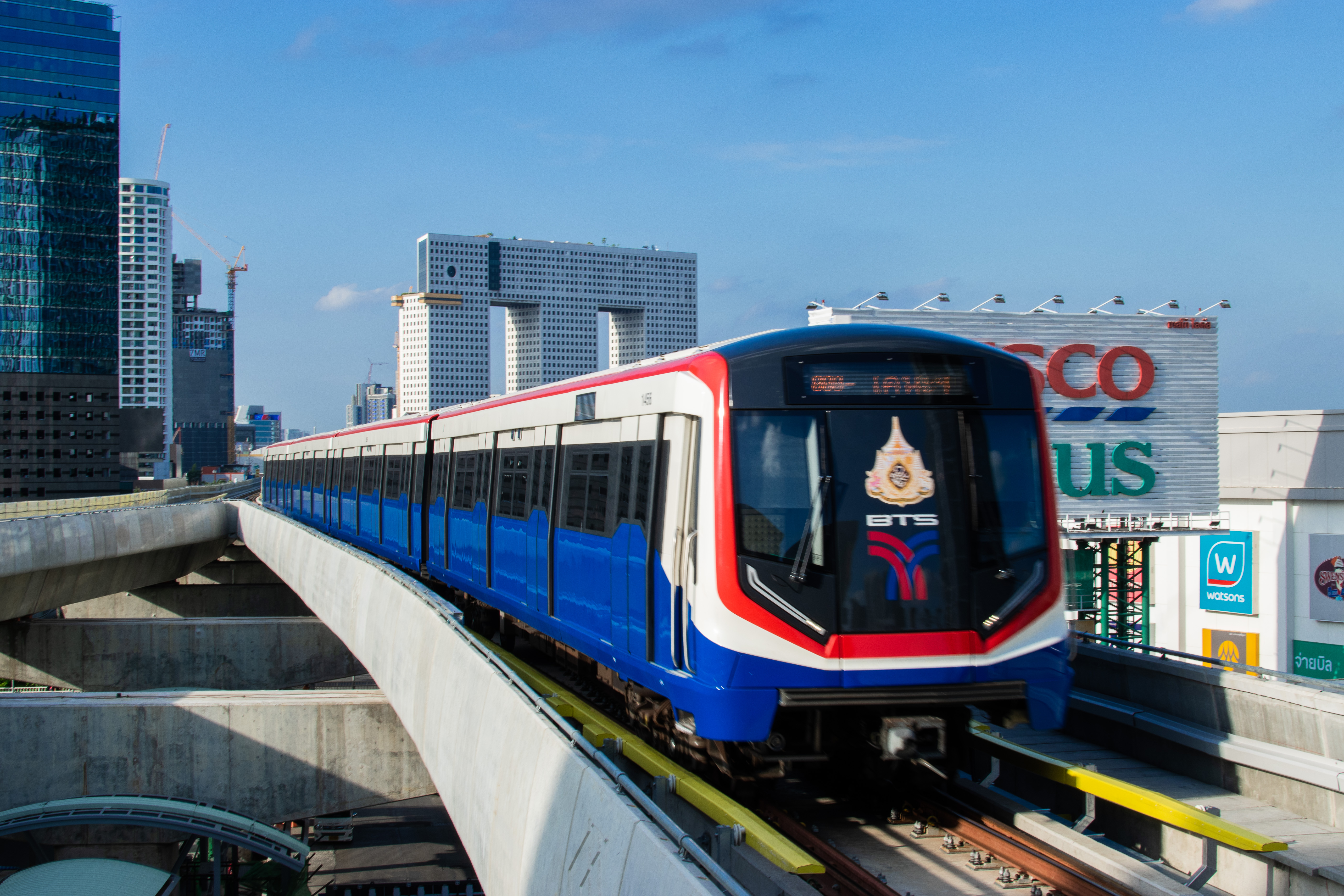
Rame EMU-A2 a proximite de la station Ha Yaek Lat Phrao

### Trains CRRC

#### EMU-B3

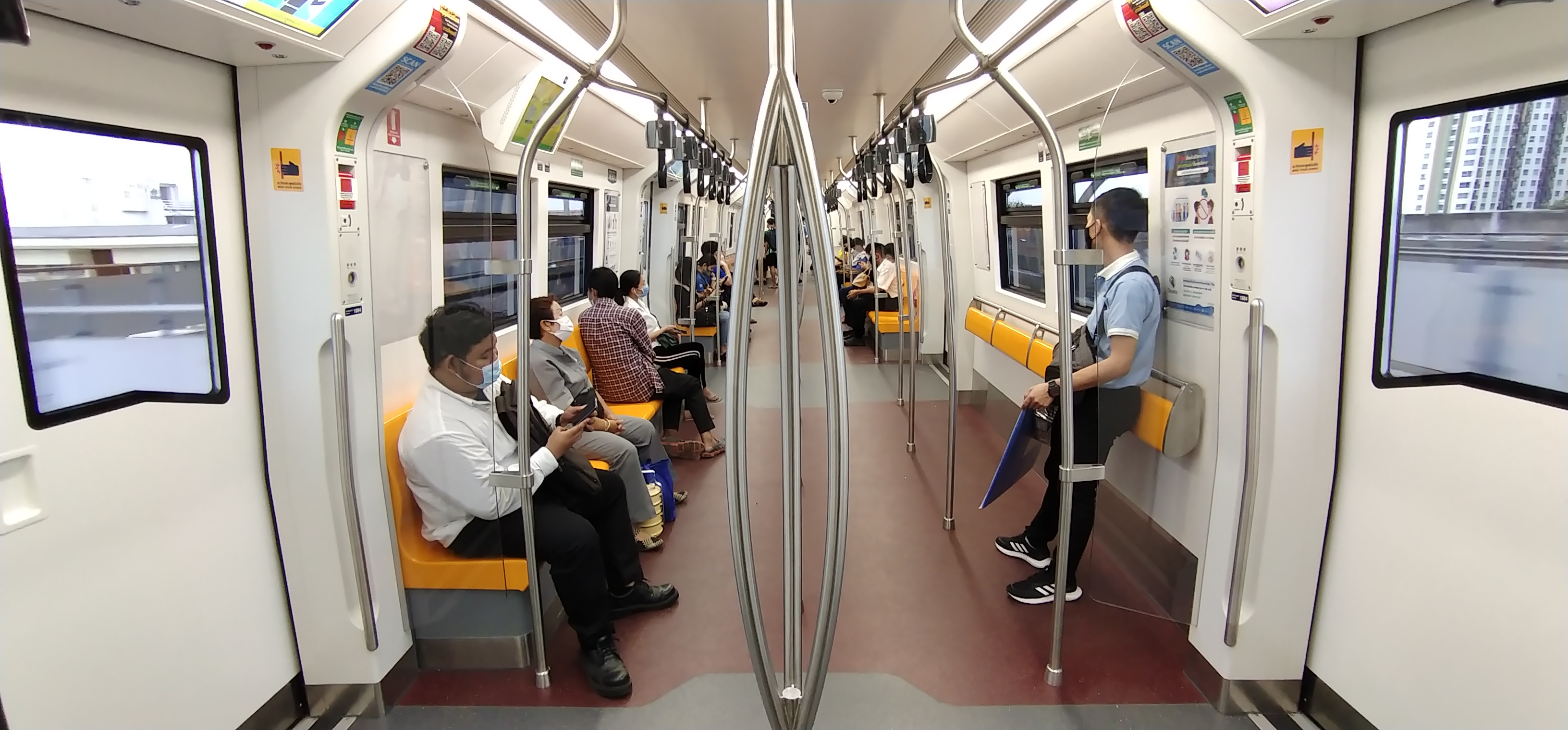
Interieur d'une rame EMU-B3

En mai 2016, BTSC commande 24 nouveaux trains à CRRC, en même temps que la commande à Siemens des rames EMU-A2. Ces rames disposent également d'écrans LCD d'informations aux passagers.

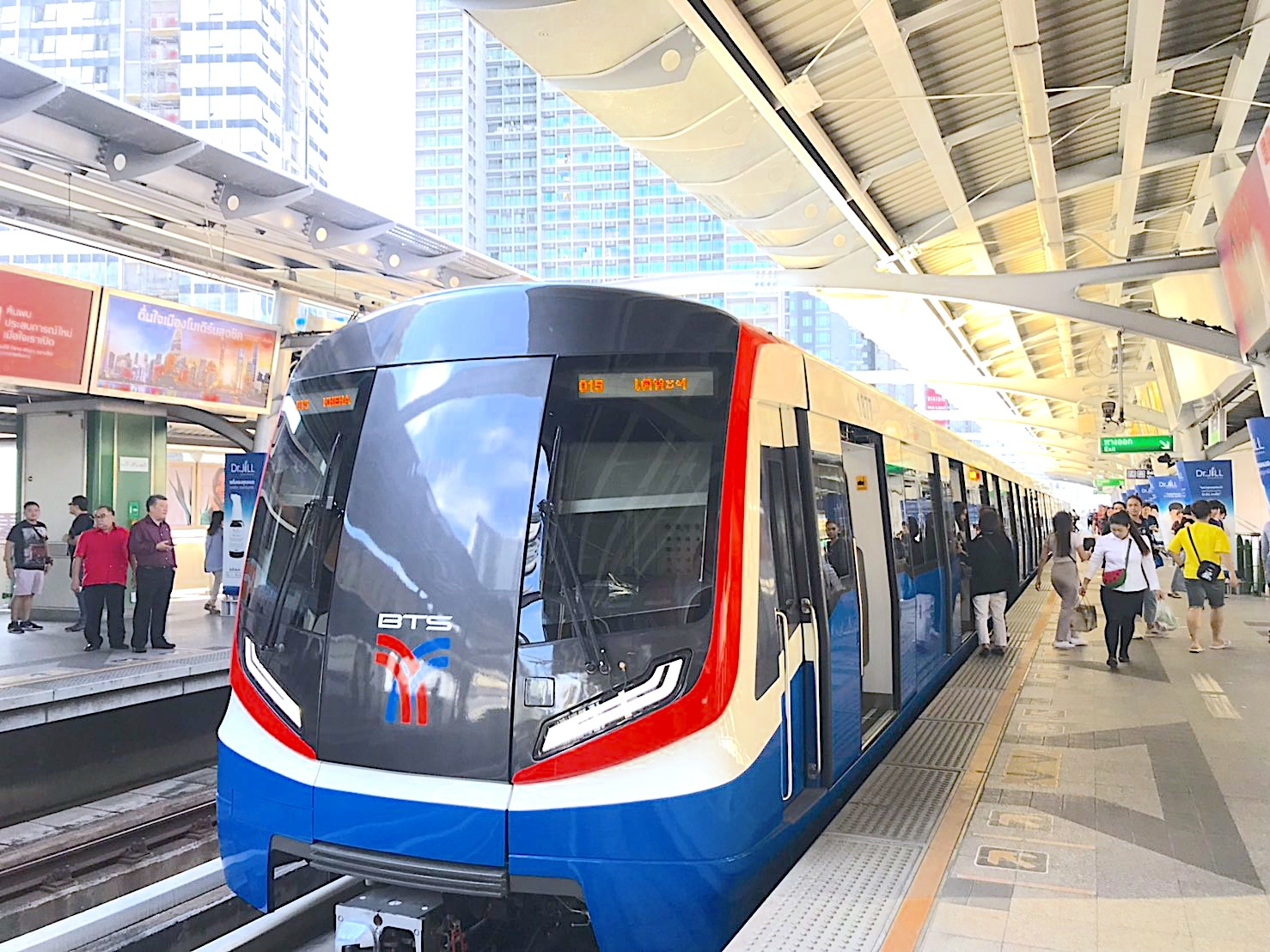
Rame EMU-B3 a la station Thong Lor

### Trains Bombardier (Gold Line)
La ligne Gold Line est équipée de 3 trains de 2 voitures Bombardier Innovia APM 300, construits par une coentreprise entre Bombardier et CRRC, CRRC Puzhen Bombardier Transportation Systems.
Les trains, fabriqués à Wuhu, sont livrés entre juin et août 2020.

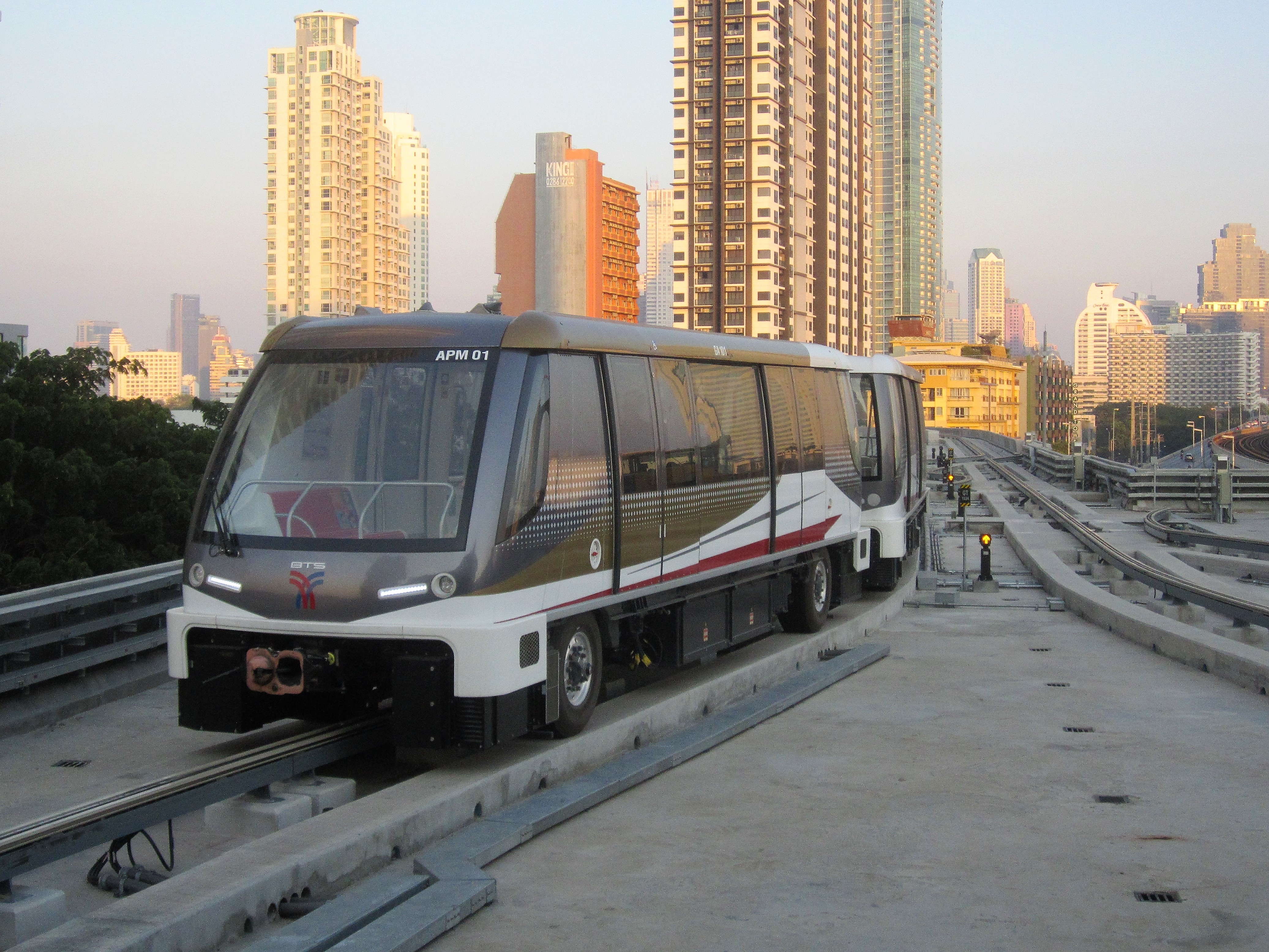
Train de la Gold Line

## Projets d'extension
Début 2016, l'extension de la Ligne Sukhumvit se poursuit vers le sud. Cette extension, entièrement surélevée et longue de 12,5 kilomètres, rajoutera à la ligne existante 9 nouvelles stations dans le prolongement de la station E14 Bearing. Le terminus sera marqué au sud par la future station E23 National Housing. L'extension comprend aussi la construction d'un nouveau dépôt ferroviaire situé après la station E23. La pose des voies ainsi que la pose du système d'alimentation par troisième rail sont réalisés par Alstom Transport. L'extension devrait entrer en service courant 2017.
Une extension est par ailleurs en cours de réalisation au Nord en direction de Rangsit University, qui desservira aussi le deuxième aéroport international de Bangkok, Don Muang.
Fin 2020, une troisième ligne, la Gold Line, ouvre ses portes. Cette ligne, composée de 3 stations et longue de 1.4 km, est financée par Siam Piwat, le propriétaire du centre commercial Iconsiam. Elle permet de relier ce dernier à la ligne Silom, par la station Krung Thon Buri. La Gold Line est équipée de trois navettes sur pneumatiques Innovia APM fournies par Bombardier Transport, et est totalement automatique.

## Promotion
Le service public du métro aérien de Bangkok (BTS) (le skytrain) utilise le cinéma pour faire sa promotion :
- Durant les mois qui ont suivi l'ouverture de la ligne de métro aérien en 1999, des centaines de courts métrages traitant du sujet ont été soumis à des compétitions de films à Bangkok ;
- En 2004, dans M.A.ID, une comédie d'espionnage familiale, film de cinéma populaire, une longue scène dans une de ces stations de métro détaille les différentes étapes pour passer les barrières jusqu'à la montée à bord d'un wagon[11] ;
- et en 2009, pour fêter les dix ans du skytrain et en faire de nouveau sa promotion, le service public du métro aérien de Bangkok (BTS) sponsorise la comédie romantique Bangkok Traffic (Love) Story et obtient un grand succès au box office : c'est la raison pour laquelle ce film montre de nombreuses stations du métro aérien ainsi que des scènes du travail de maintenance sur le réseau du Sky Train.

En 2020, Le BTS Skytrain réalise un clip musical, un Lip-dub éducatif appelant à bien se laver les mains, à ne pas utiliser sa propre cuillère pour prendre dans les plats en commun quand on mange en famille... pour lutter contre la propagation de l'épidémie de Covid-19. Ce clip qui obtient un joli succès : près d'un million de vues au bout de deux semaines.